# Сторожевая петля
Сторожевая петля (караульная петля) — неспецифический радиологический симптом, отражающий локальное нарушение проходимости в одной из петель тонкой или толстой кишки, обусловленное протекающим вблизи патологическим процессом.

## Общие сведения
Изолированное расширение петли кишечника зачастую обнаруживается неподалёку от места повреждения или воспаления внутреннего органа. Такая расширенная петля носит название «сторожевой». Данные изменения указывают на стремление организма отграничить повреждённые или воспалённые ткани. Ограниченное растяжение кишечной петли обусловлено её раздражением с локальным парезом и вздутием.

## Диагностическое значение
Локализация сторожевой петли может способствовать обнаружению источника патологического процесса. Так, при остром панкреатите, сторожевая петля обычно локализуется в левом подреберье, при остром аппендиците — в правой подвздошной области, при остром холецистите — в правом подреберье.